# Thisbe incarum
Thisbe incarum är en fjärilsart som beskrevs av Adalbert Seitz 1917. Thisbe incarum ingår i släktet Thisbe och familjen Riodinidae. Inga underarter finns listade i Catalogue of Life.